# 미우라 리키
미우라 리키(三浦力, 1983년 10월 17일 ~ )는 일본의 배우였다.

## 출연작

### 드라마
- 2007년~2008년 《수권전대 게키렌쟈》 후카미 고우/게키 바이올렛 역

### 영화
- 2012년 《만개한 벚꽃나무 아래에서》